# Rajd Kormoran 1974
7. Rajd Kormoran – 7. edycja Rajdu Kormoran. Był to rajd samochodowy rozgrywany od 26 do 27 kwietnia 1974 roku. Była to pierwsza runda Rajdowych Samochodowych Mistrzostw Polski w roku 1974. Rajd składał się z piętnastu odcinków specjalnych (dwa odwołano), jednej próby wyścigowej i jednej próby zręcznościowej. Został rozegrany na nawierzchni asfaltowej i szutrowej. Zwycięzcą rajdu został Lelio Lattari.

## Wyniki końcowe rajdu[1][2]
| Miejsce | Kierowca             | Pilot             | Samochód                          | Czas | Strata | Grupa Klasa     |     |
| ------- | -------------------- | ----------------- | --------------------------------- | ---- | ------ | --------------- | --- |
| 1       | Lelio Lattari        | Marek Szramowski  | Alfa Romeo 2000 GTV               |      | -      | 1. gr. I kl. 9  |     |
| 2       | Andrzej Jaroszewicz  | Irena Jaroszewicz | Polski Fiat 125p 1600 Monte Carlo |      |        | 1. gr. II kl. 8 |     |
| 3       | Błażej Krupa         | Jerzy Landsberg   | Polski Fiat 125p 1500             |      |        | 2. gr. II kl. 8 |     |
| 4       | Tomasz Ciecierzyński | Piotr Mystkowski  | Polski Fiat 125p 1500             |      |        | 1. gr. I kl. 8  |     |
| 5       | Jerzy Kobyliński     | Daniel Frenkler   | Polski Fiat 125p                  |      |        | 2. gr. I kl. 8  |     |
| 6       | Janusz Książkiewicz  | Józef Ważny       | Polski Fiat 125p 1500             |      |        | 3. gr. I kl. 8  |     |
| -       | ---                  | ---               | ---                               | ---  | ---    | ---             | --- |
| 9       | Marian Bublewicz     | Stefan Osika      | Opel Manta                        |      |        |                 |     |